# Iranska köket

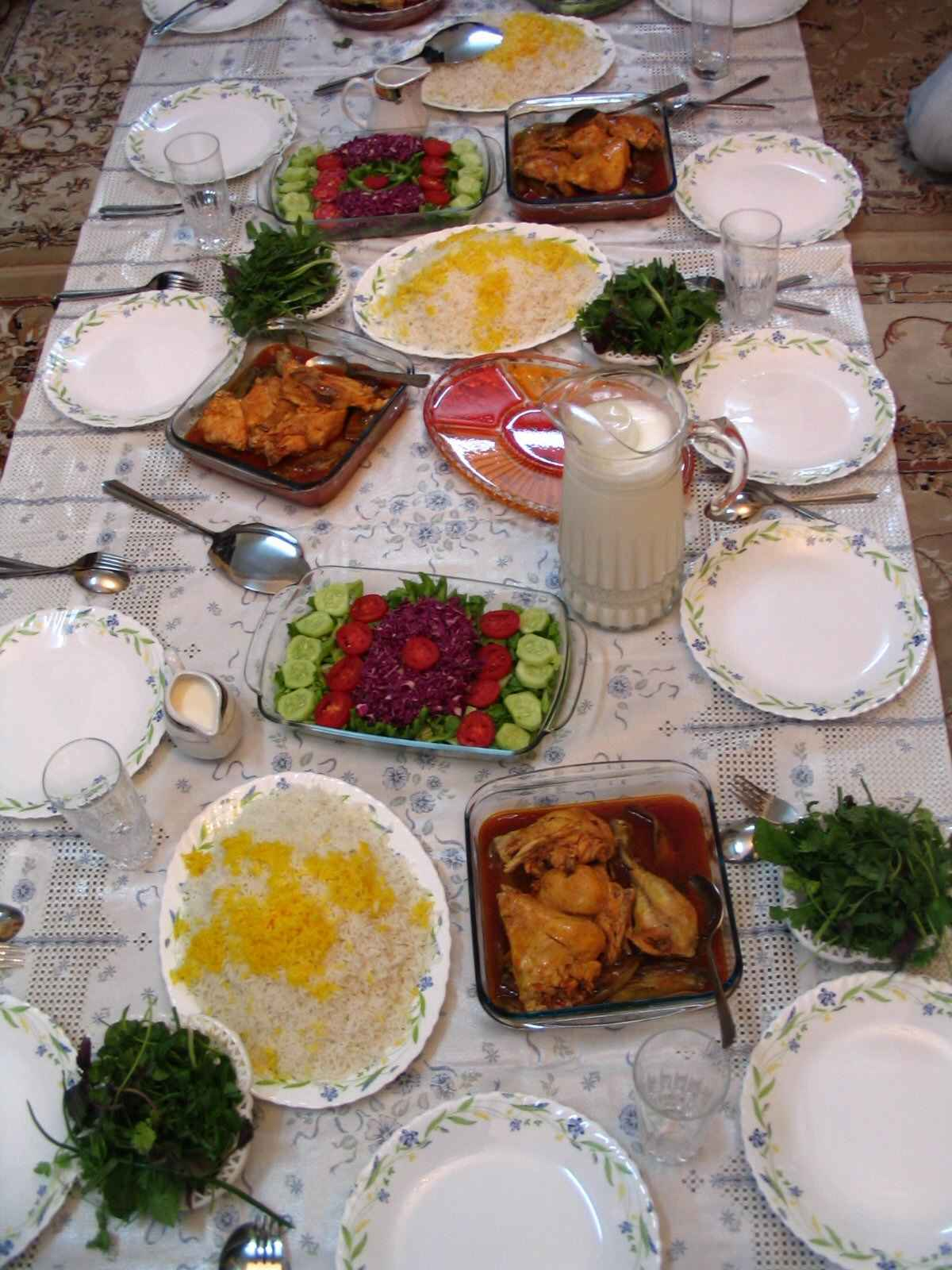
Det persiska köket.

Iranska köket eller persiska köket är den matkultur och de mattraditioner som finns i Iran.

## Bakgrund och karaktär
Det iranska köket har gamla anor och härstammar från sasanidisk tid för cirka 2 000 år sen. Den äldsta bevarade kokboken på persiska är från safavideran på 1500-talet.
Det soliga klimatet i kombination med tillgång till bra odlingsmarker och vatten ger bra förutsättningar för jordbruk, vilket ger landet tillgång till ett brett sortiment av råvaror och ingredienser. Maten skiljer sig en del mellan olika regioner men en hel del rätter förekommer i hela Iran. Längst ner i artikeln finns det exempel på några sådana rätter.
Det iranska köket består av många smakkombinationer, som sällan är starka (i bemärkelsen heta) men ofta rikligt kryddade. Saffran och gurkmeja är två kryddor som används ofta. Örter som till exempel dill, persilja och koriander smaksätter ofta i maten. Ris är den vanligaste kolhydratskällan även om bröd, potatis och pasta förekommer ofta. Persiskt ris lagas med en speciell metod (se längre ner under rubriken Persiskt ris). Det serveras antingen bara som det är eller blandas med andra ingredienser som till exempel sura bär (berberisbär), örter, bönor eller nötter. Saffransris är ett persiskt specialitet.
Lammkött är det populäraste köttet i Iran men även nötkött är vanligt förekommande. Köttet tillagas i grytor eller grillas. Även kyckling används ofta i iranska rätter. 

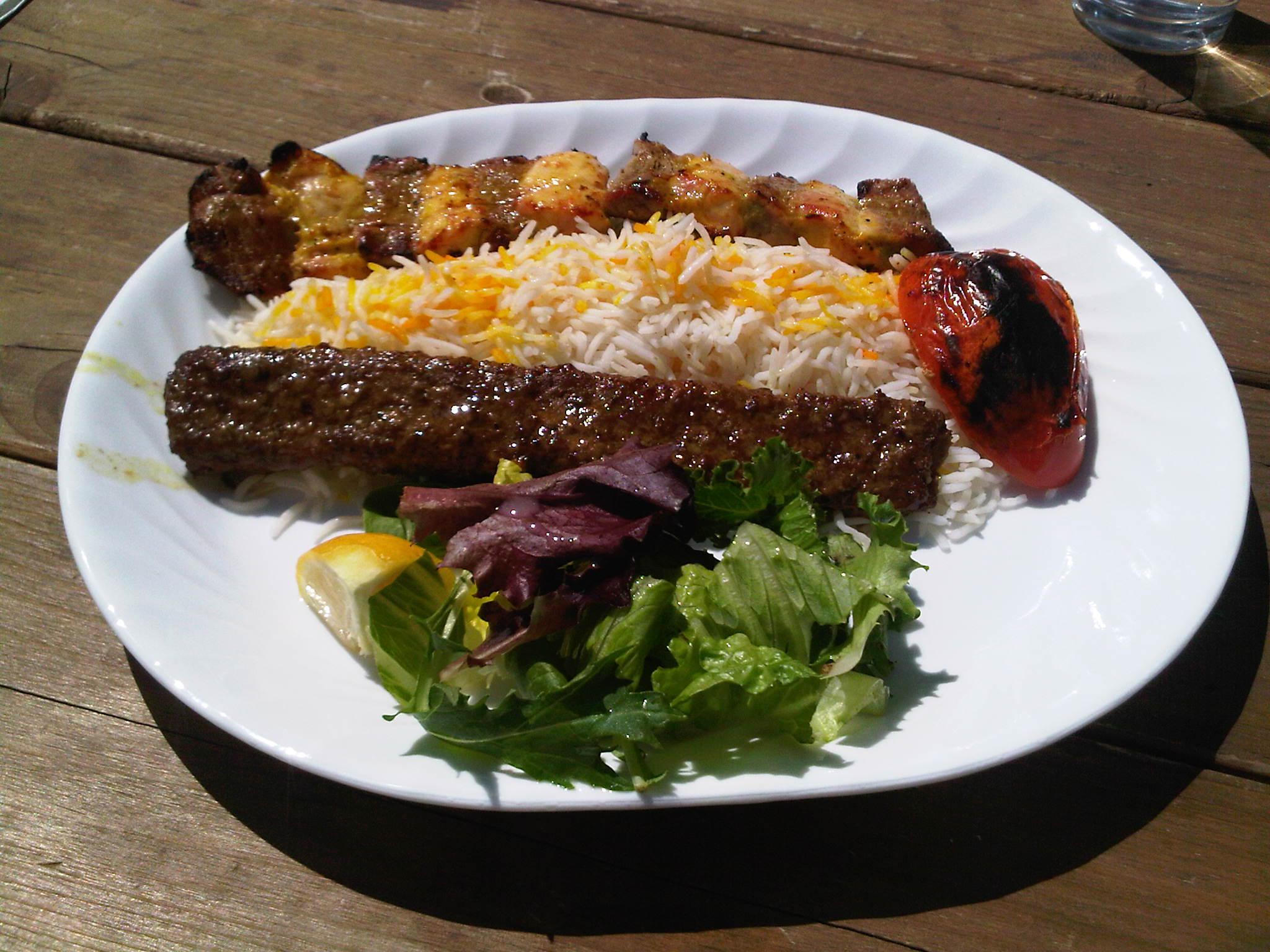
Rätten chelo kabab, grillad kyckling och malt lammkött med saffranris.

Chelo kabab, som består av grillat kött med saffranris, grillade tomater och färska örter, anses vara en av Irans nationalrätter. 
Köttet kan vara färs eller bitar av lamm, nöt eller kyckling och grillas på spett. Rätten serveras ofta med iransk tzatziki (mast o khiar) och man brukar ha sumak på när den ska ätas.
En annan rätt som anses vara en nationalrätt är ghormeh sabzi. Det är en populär örtgryta med lamm- eller nötkött och kidneybönor som serveras med ris.
Eftersom det nordindiska köket är en variant av det iranska köket tillagas fågel ofta på samma sätt som det indiska köket. "Khoresh-e fesenjan" är en typisk persisk fågelrätt. Såsen blir i den redd med malda valnötter och utspädd med pressade granatäpplen, en frukt som är vanlig i det persiska köket.
Till maten serveras ofta sallader eller mast o khiar (persisk tzatziki) tillsammans med såser som ofta baseras på yoghurt, ägg eller matolja. Färsk eller inkokt frukt är vanliga efterrätter. Ofta erbjuds även te, kakor, nötter och frön. Iran är en av världens största producenter av nötter. Pistage som produceras i Iran håller hög kvalitet. Rosenvatten är en vanlig arom i bakelserna i det persiska köket.
På det persiska nyåret Nouruz serveras det traditionellt fisk och rökt fisk med örtdoftande ris (sabzi polo).

## Persiska influenser i världsgastronomin
En del persiska maträtter och ingredienser har spridit sig i världen. Det har skett via antikens Grekland, Romerska riket och Osmanska riket (dagens Turkiet). Som exempel på persiska maträtter som idag finns i många länder kan man nämna köfte (från persiskans kofte som betyder nermalet, som syftar på köttfärsen), kebab (från persiskans kabab som betyder grillad) och pilaff (även känd som pilaffris, från persiskans polo[w] med betydelsen ris). 

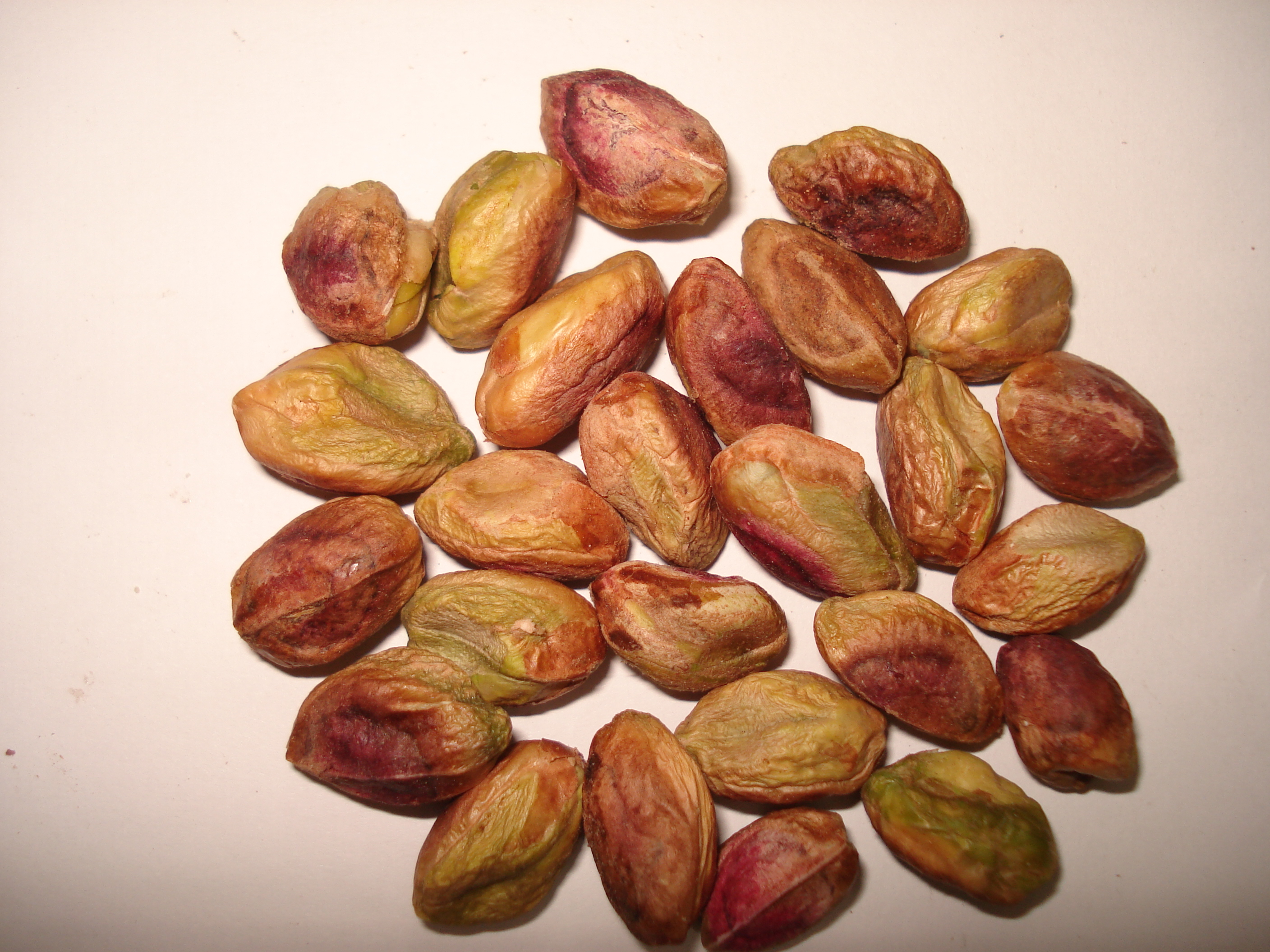
Pistasch

 Bland ingredienser som ursprungligen kommer från Iran och idag finns i hela världen kan man nämna saffran (från persiskans zafferan), pistasch(från persiskans pesteh) och granatäpple. Det iranska saffranet, pistaschen och granatäpplet är ett av de exklusivaste i världen än idag.

## Persiskt ris
Ris är vanligt förekommande i det persiska köket och serveras till de flesta rätterna. Riset serveras som det är eller smaksätts med kryddor (till exempel saffran), örter (exempelvis dill) eller torkade bär (till exempel berberisbär = zereshk) eller knaprigt som i risrätten tahchin. Den vanligaste rissorten som används i Iran är basmatiris (långkornigt ris) vilket ger ett mera fluffigt ris. I det persiska köket strävar man efter mindre klibbighet jämfört med exempelvis Sydostasien där man använder Jasminris (mellankornigt ris). I Iran tillagas riset på två sätt, som polo (även kallad chelow) eller kateh. Med persiskt ris i Sverige menas ris som har tillagats med polo-metoden.

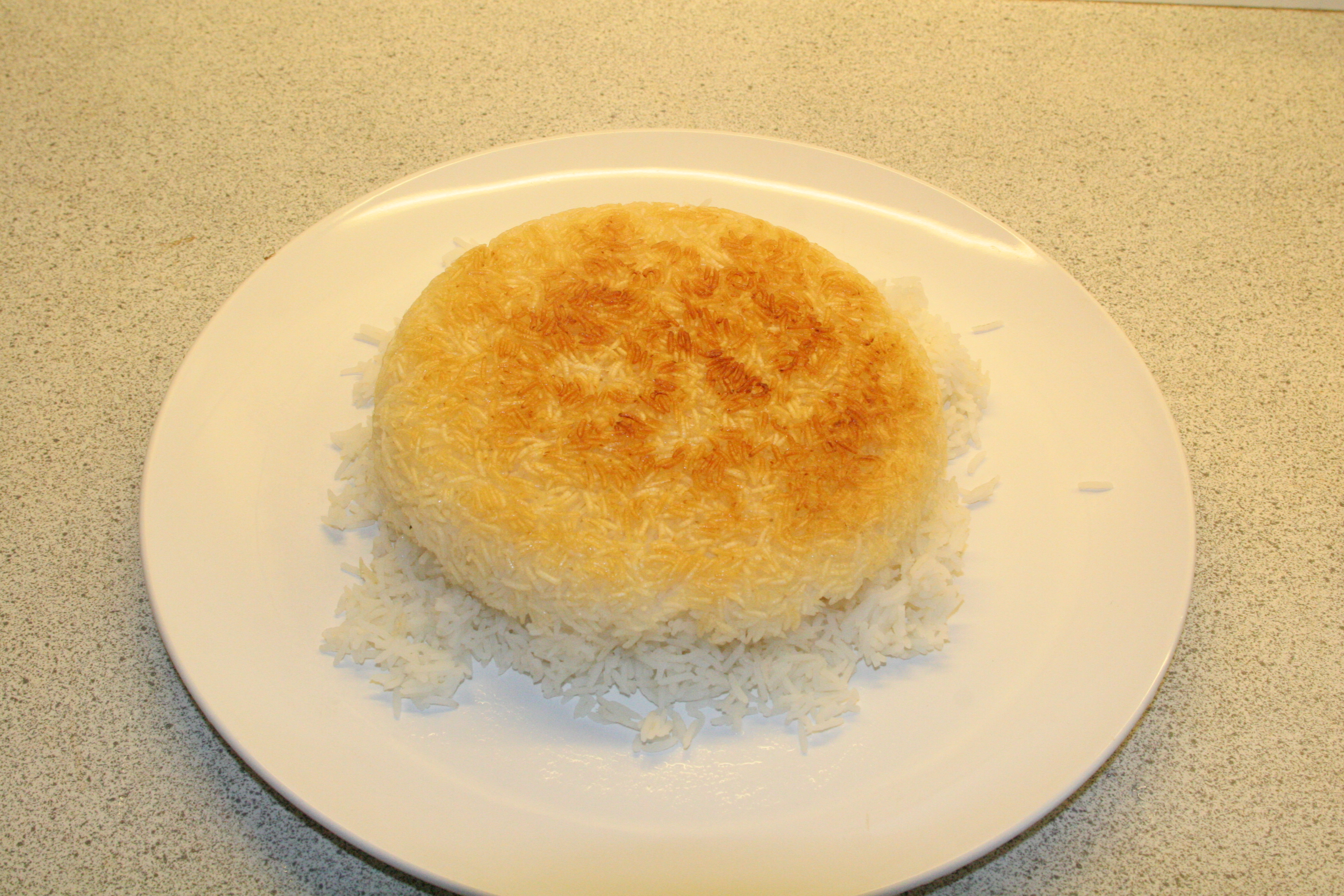
Persiskt ris med knaprig skorpa (tahdig).

Polo-metoden (förvällningsmetoden) ger mer fluffigt ris. Man börjar med att koka riset i mycket vatten och när riset är 3/4 delar kokt häller man av det i ett durkslag och häller tillbaka det i kastrullen och lägger locket på. Sen låter man riset gå färdigt på svag värme. Riset blir genomkokt av ångan som bildas i kastrullen. Kateh-metoden (absorberingsmetoden) ger lite klibbigare resultat. I den metoden kokar man riset med lite mer vatten än ris. När vattnet har försvunnit under riser sänker värmen till låg och låter riset gå färdigt med locket på.
Den knapriga skorpan som skapas på kastrullens botten när man tillagar ris heter tahdig på persiska. Ibland lägger man skivor av potatis eller tunnbröd på bottnet av kastrullen under riset, som blir krispiga när riset är färdigkokt.

## Några populära persiska rätter

### Förrätter (pish ghaza)
- Kashke bademjan: Aubergineröra med mynta och yoghurtsås (kashk).

- Salad Olivie: Potatissallad med kyckling, kokt ägg, gröna ärtor och saltgurka.[20]

- Ash reshte: Soppa på bland annat kikärter, linser, nudlar och färska örter.

- Soupe jo: Soppa på korngryn, kyckling, grönsaker och mjölk.[21]

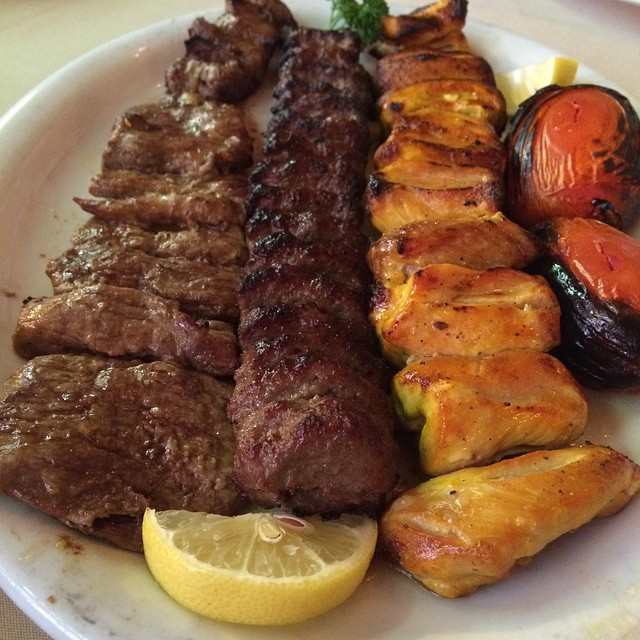
Iranska grillspett: barg, koobideh och joojeh kabab.

### Grillat (kabab)
- Barg: Grillspett på oxfilé.

- Koobideh: Köttfärsspett.[22]

- Joojeh kabab: Grillspett på kyckling.[23]

- Chenjeh: Lammfiléspett.

### Grytor (khoresh)
- Gheimeh bademjan: Gryta med kött, stekt aubergine, gula linser, tomat, tomatpuré, torkad lime och buljong som serveras med ris.[24]

- Ghormeh sabzi: Gryta med kött, fräst örtblandning, bruna bönor, torkad lime och buljong som serveras med ris.[25]

- Fesenjan: Gryta med kött eller kyckling, malda valnötter, granatäpplejuice och buljong som serveras med ris.[26]

### Andra varmrätter (ghazaie garm)
- Abgoosht: Mustig soppa med lammkött, potatis, kikärtor, vita bönor, tomater, lök, torkad lime och buljong, serveras med bröd till.[27]

- Dolmeh: Fyllning av köttfärs, kokt ris, gula linser och örter inslagen eller instoppad i olika grönsaker som tex vindruvsblad, parika eller tomat.[28]

### Risrätter (polo)
- Zereshk polo: Saffransris med berberisbär serverad med kyckling.

- Baghala polo: Saffransris blandat med bondbönor och örter serverad med lammlägg.

- Lubia polo: Pilaffris på kokta grytbitar av kött, haricots verts och tomatpuré.

- Sabzi polo: Ris blandat med örter t.ex. dill och gräslök serverad med fisk och rökt fisk.[29]

- Tahchin: Pilaff med krispig yta på ris blandat med kokt kyckling, yoghurt, äggulor och saffran.[30]

### Tillbehör (kenare ghaza)
- Mast o khiar: Persisk tzatziki på tjock yoghurt, gurka, mynta, vitlök, salt och peppar. Ibland med valnötter och russin.[31]

- Salad shirazi: Salsa (röra) på tomat, gurka, rödlök, lime och olivolja.[32]

- Torshi: Vinägerinlagda grönsaker med örter och kryddor. En sorts grönsak eller en mix.[33]

## Bilder

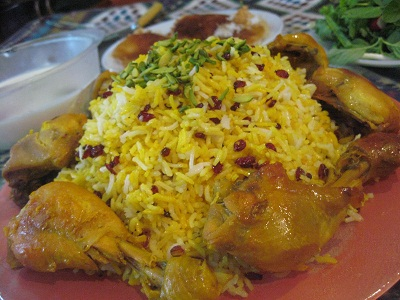
Saffranris med berberisbär serverad med kyckling (zereshk polo).
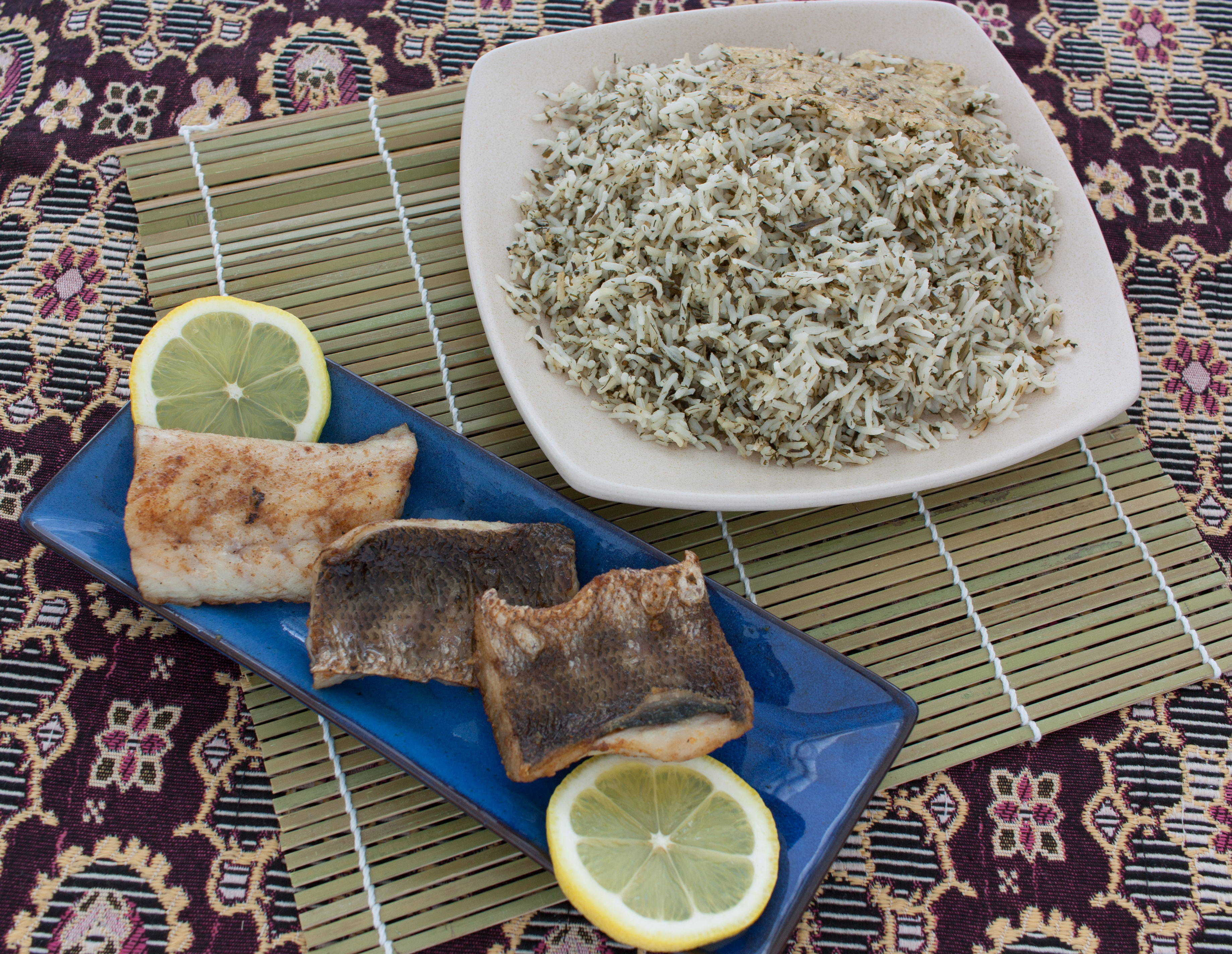
Persiskt ris med örter och stekt fisk (sabzi polo).
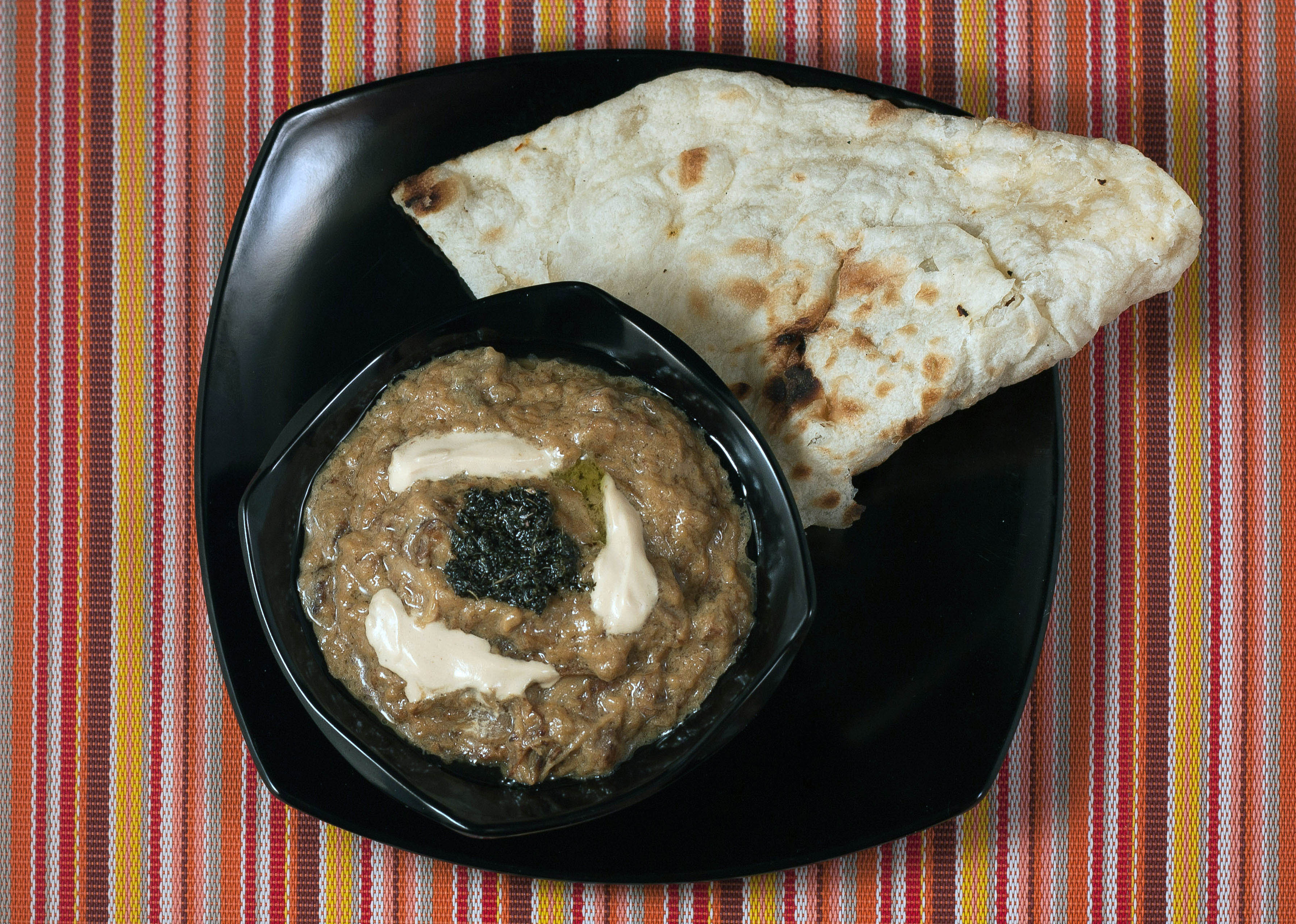
Aubergineröra (kashke bademjan).
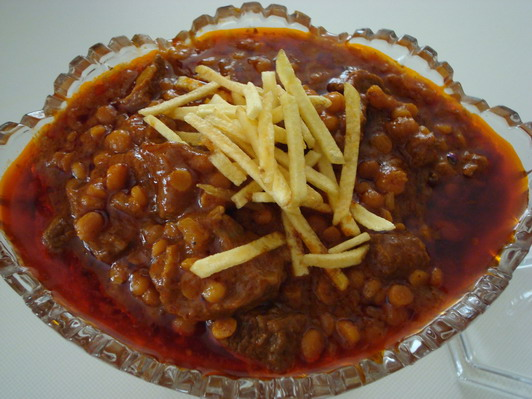
Gryta med kött, gula linser och stekt aubergin (gheimeh bademjan).
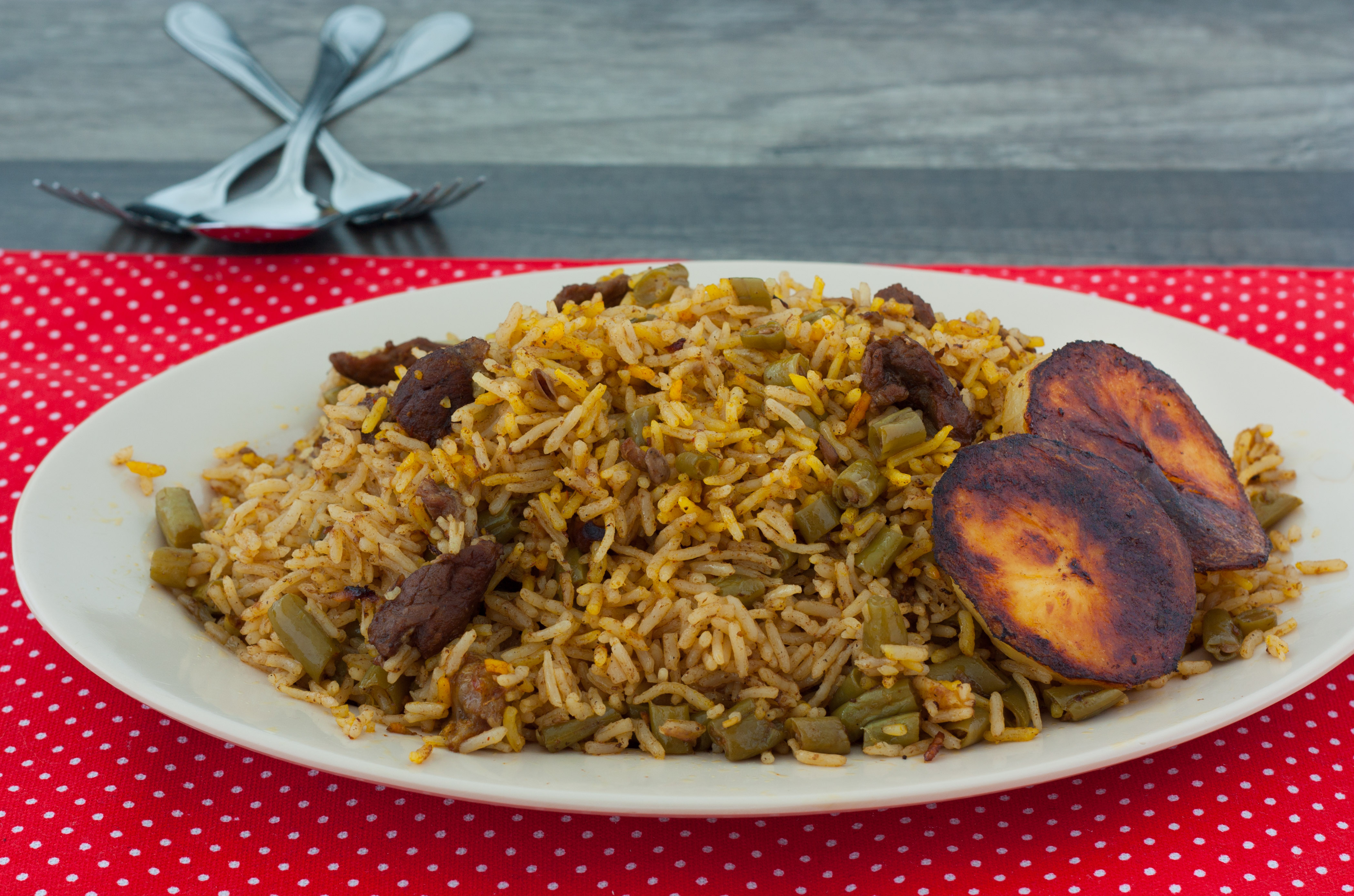
Risrätt med kött och haricots verts (loobia polo).
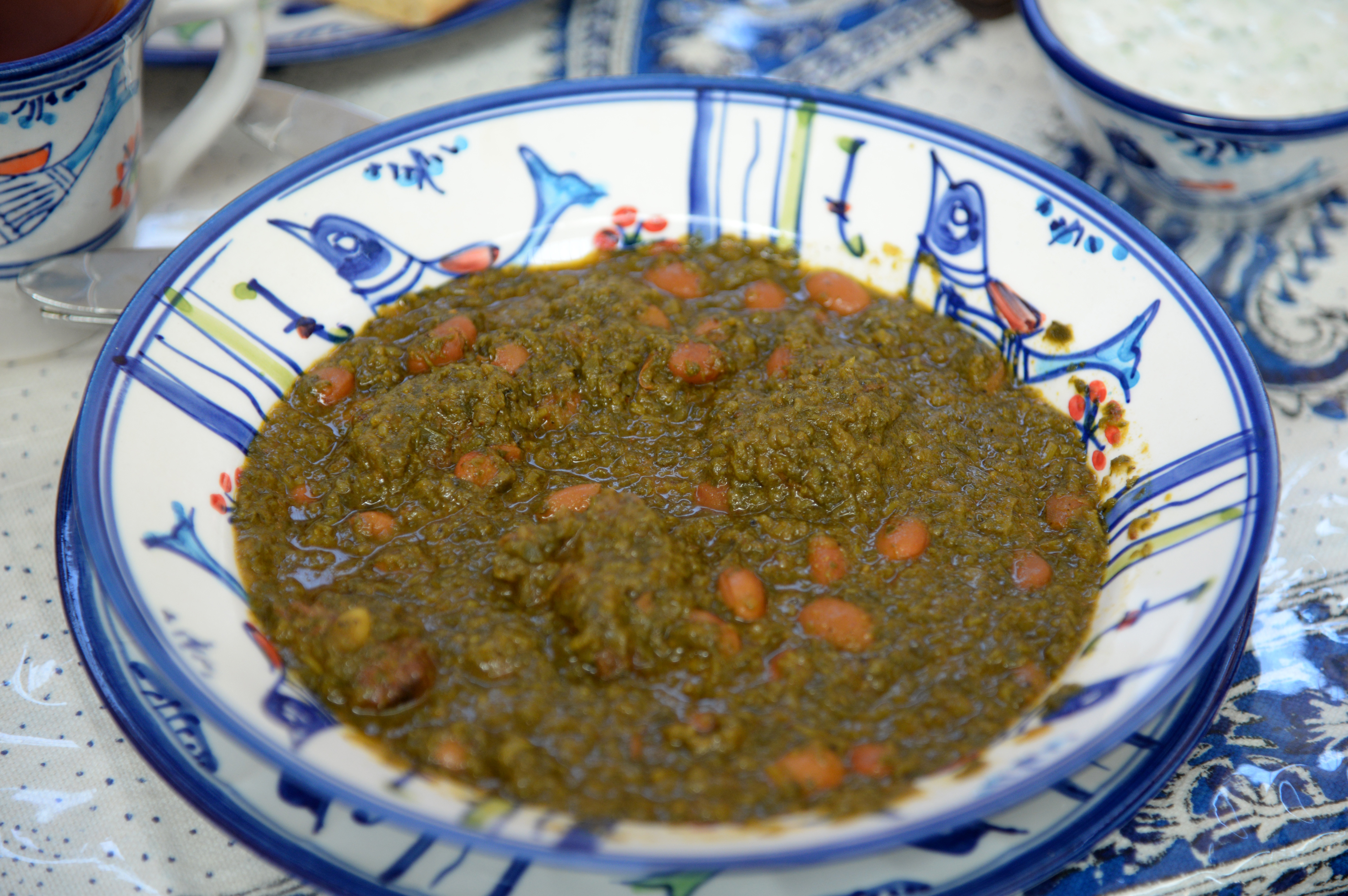
Gryta med örter, bruna bönor och lammkött (ghormeh sabzi).
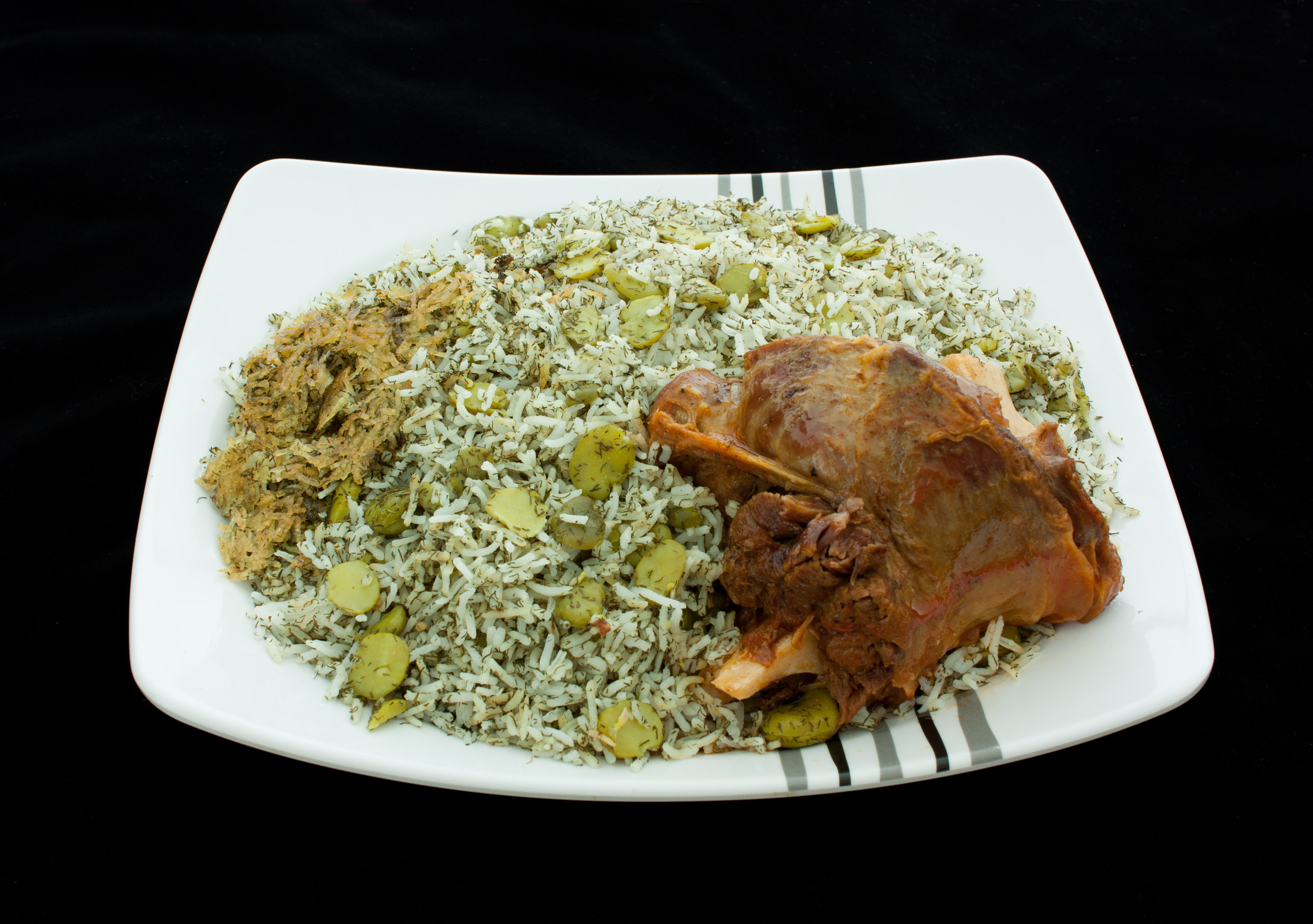
Ris med örter och bondbönor serverad med lammlägg (baghala polo).
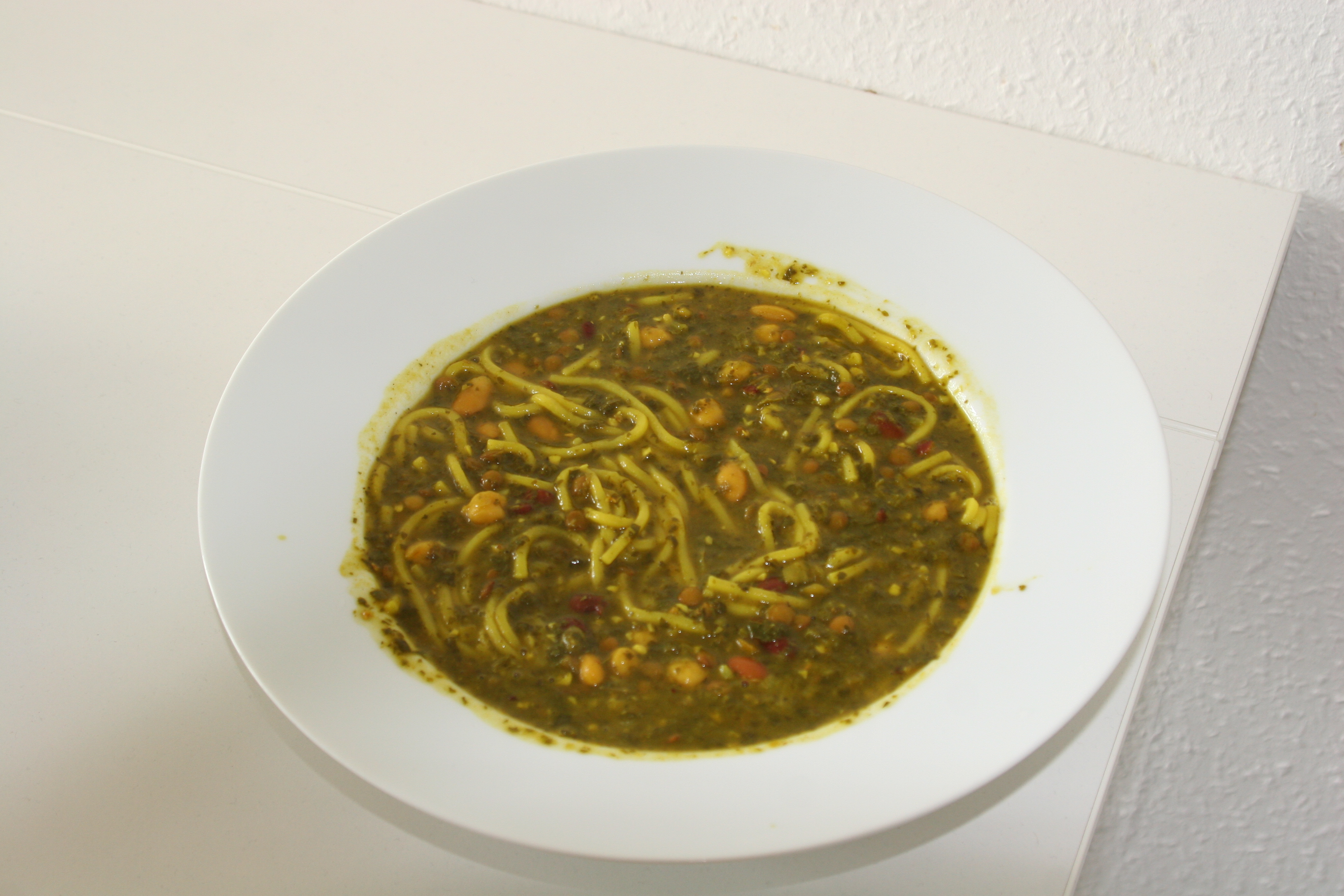
Soppa med kikärtor, bönor, örter och nudlar (ash reshteh).
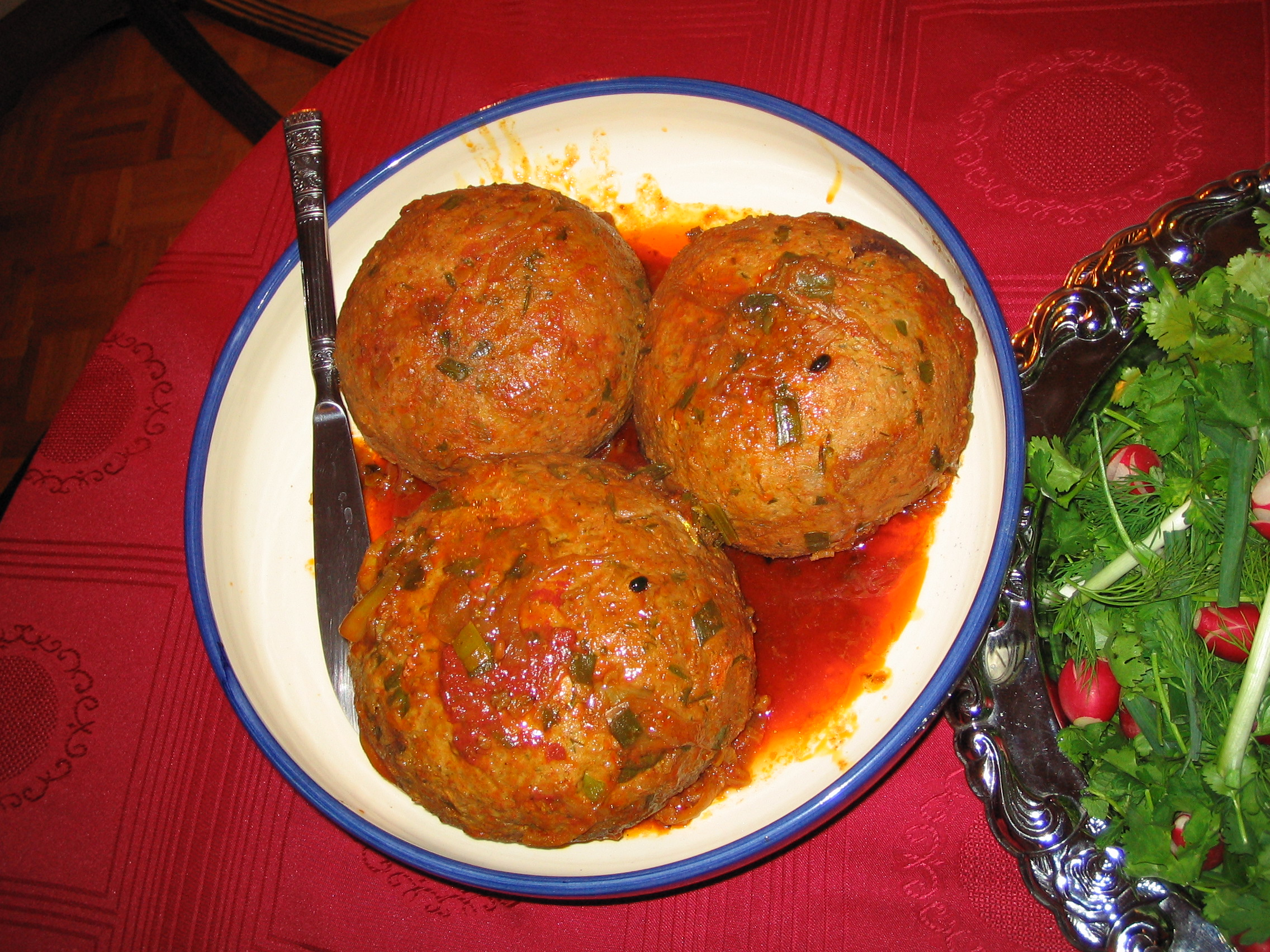
Köfte eller stora köttbullar (kofte).
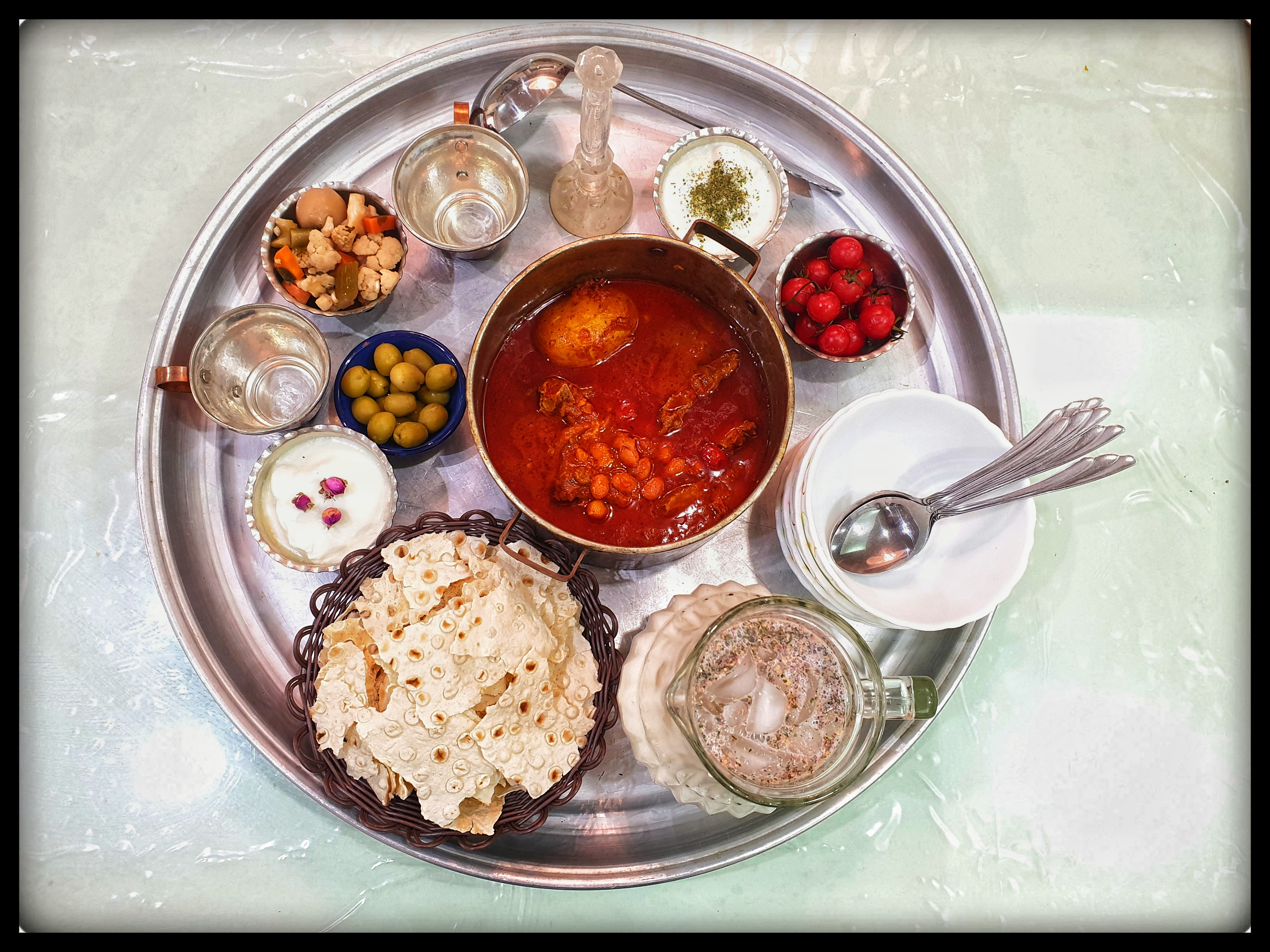
Mustig soppa med lammkött (abgoosht).
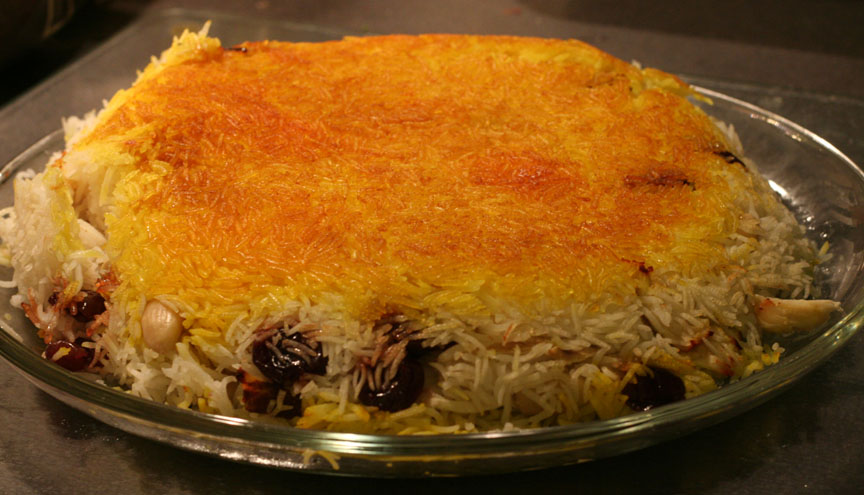
knaprig risskorpa (tahdig).
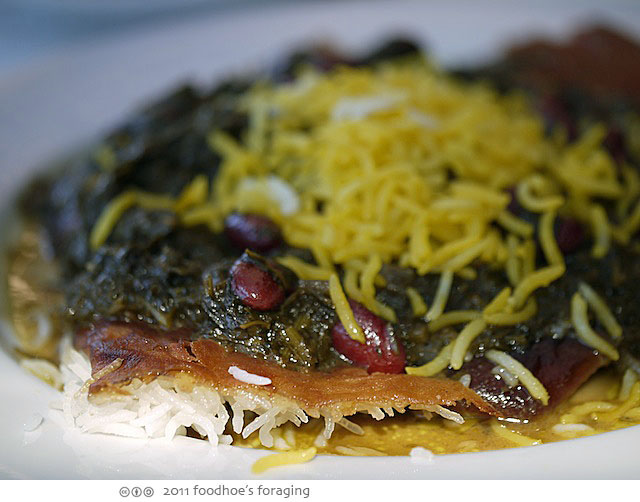
Iransk tahdig toppad med grytan ghormeh sabzi.
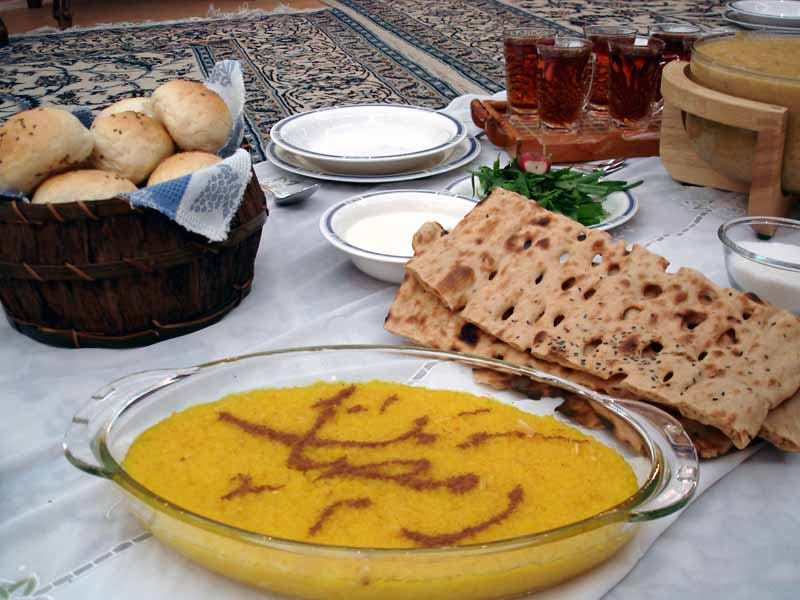
Risgröt smaksatt med saffran (sholezard).
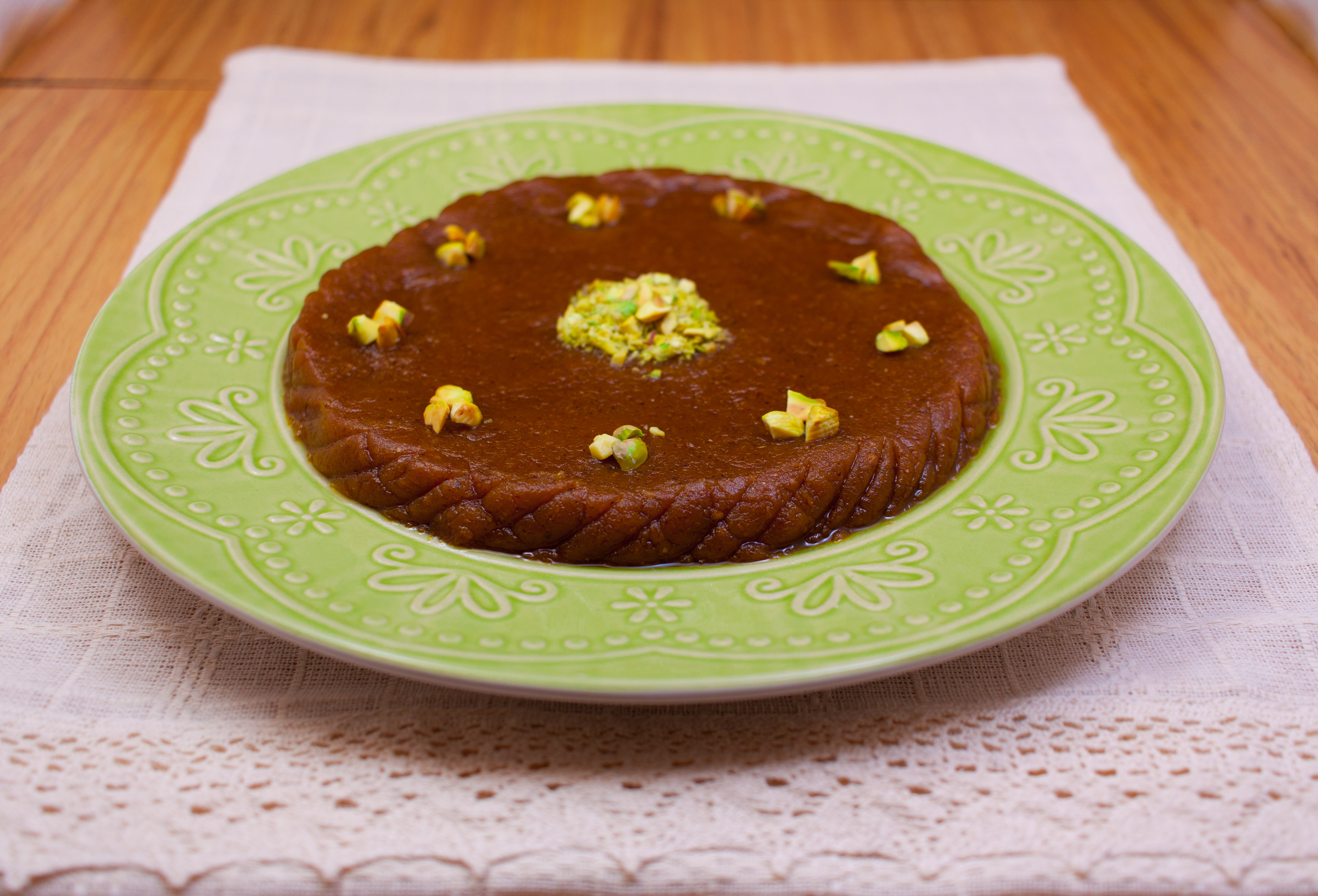
Persiskt halva.
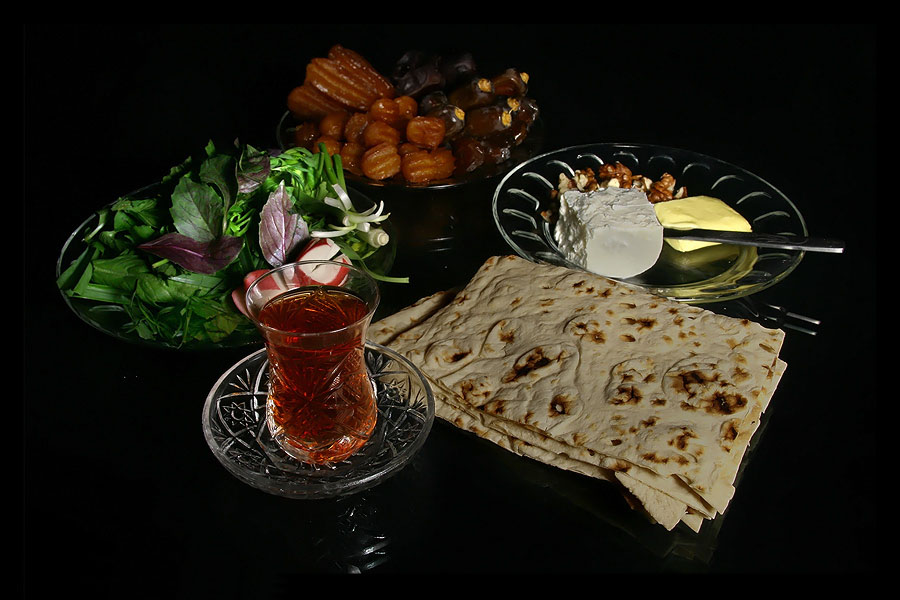
Mellanmål med te, tunnbröd, fetaost och färska örter.
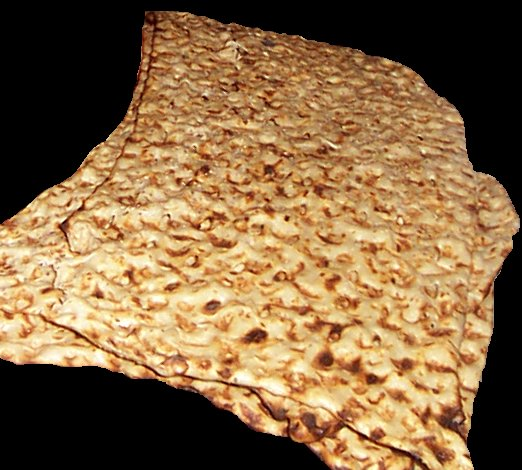
Plattbröd (naan sangak).
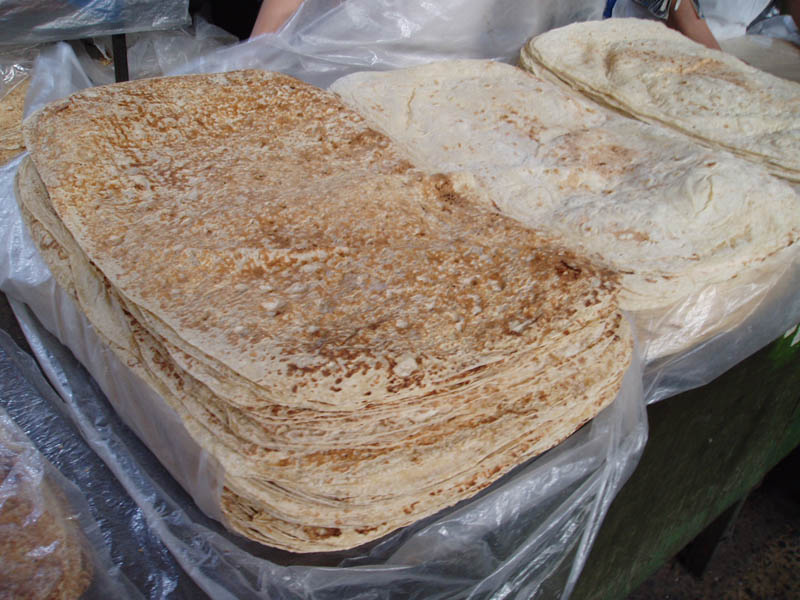
Tunnbröd (lavash).
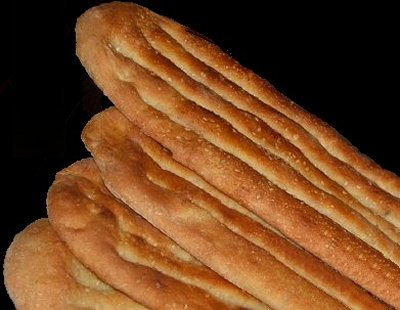
Plattbröd (barbari).
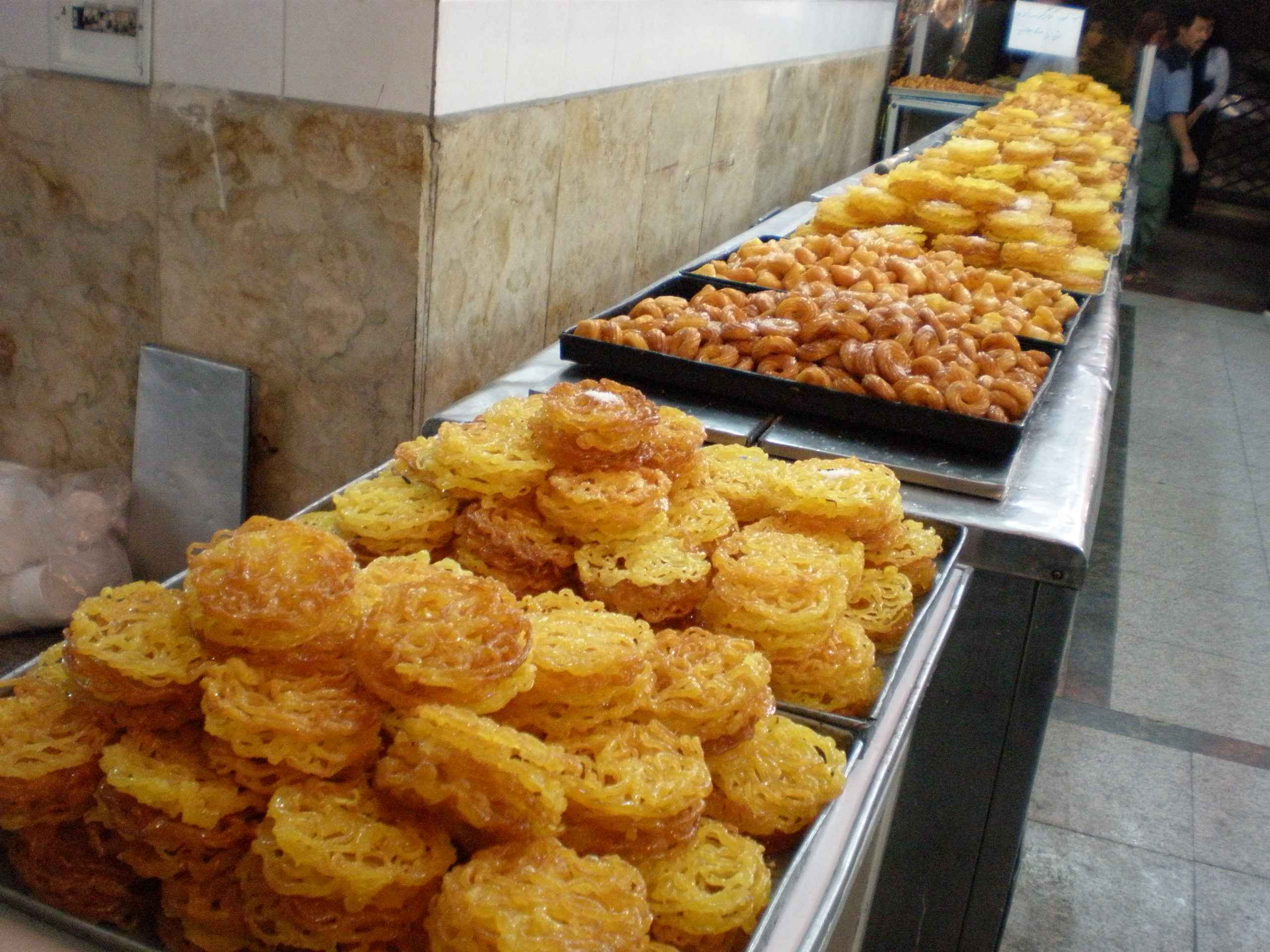
Persisk konfektyr (zolbia o bamieh).
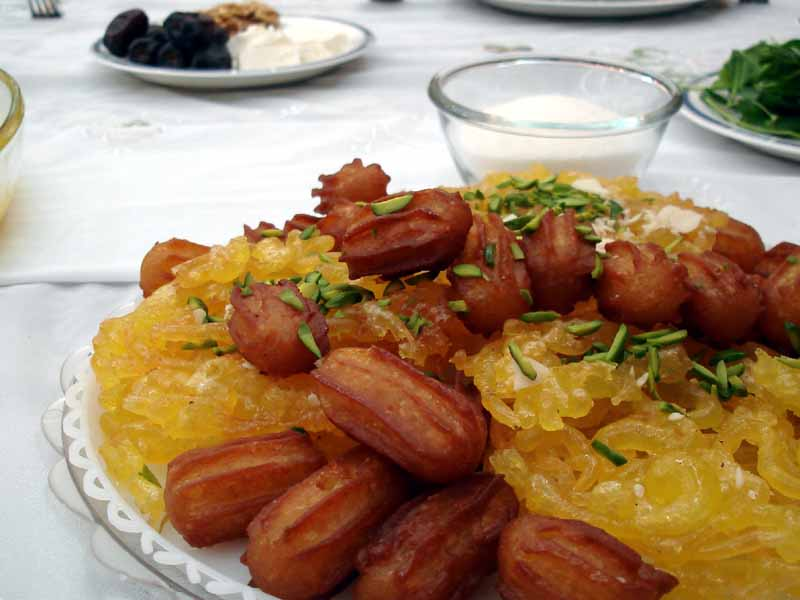
Persisk konfektyr (zolbia o bamieh).
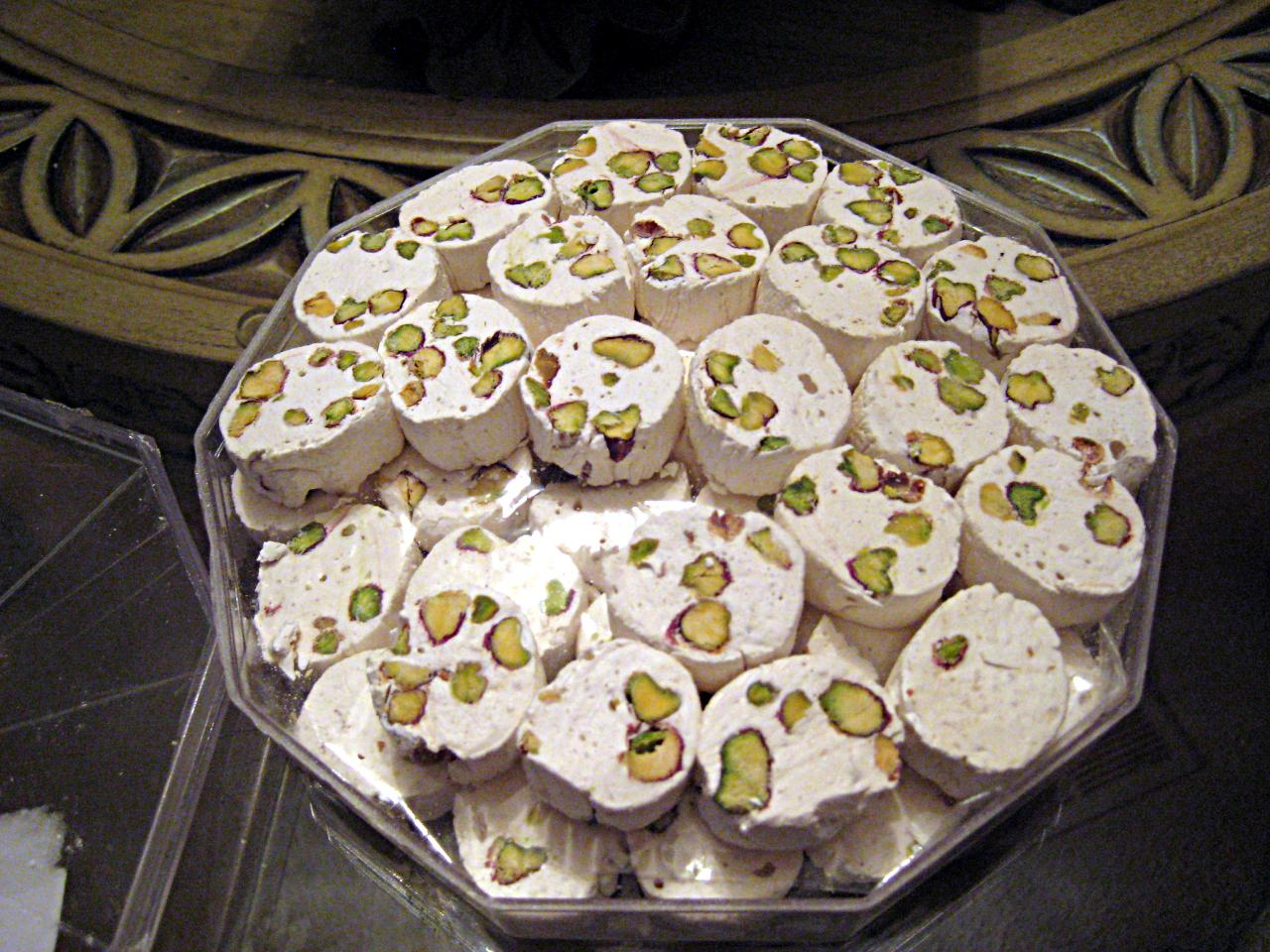
Persisk vit nougat (gaz).
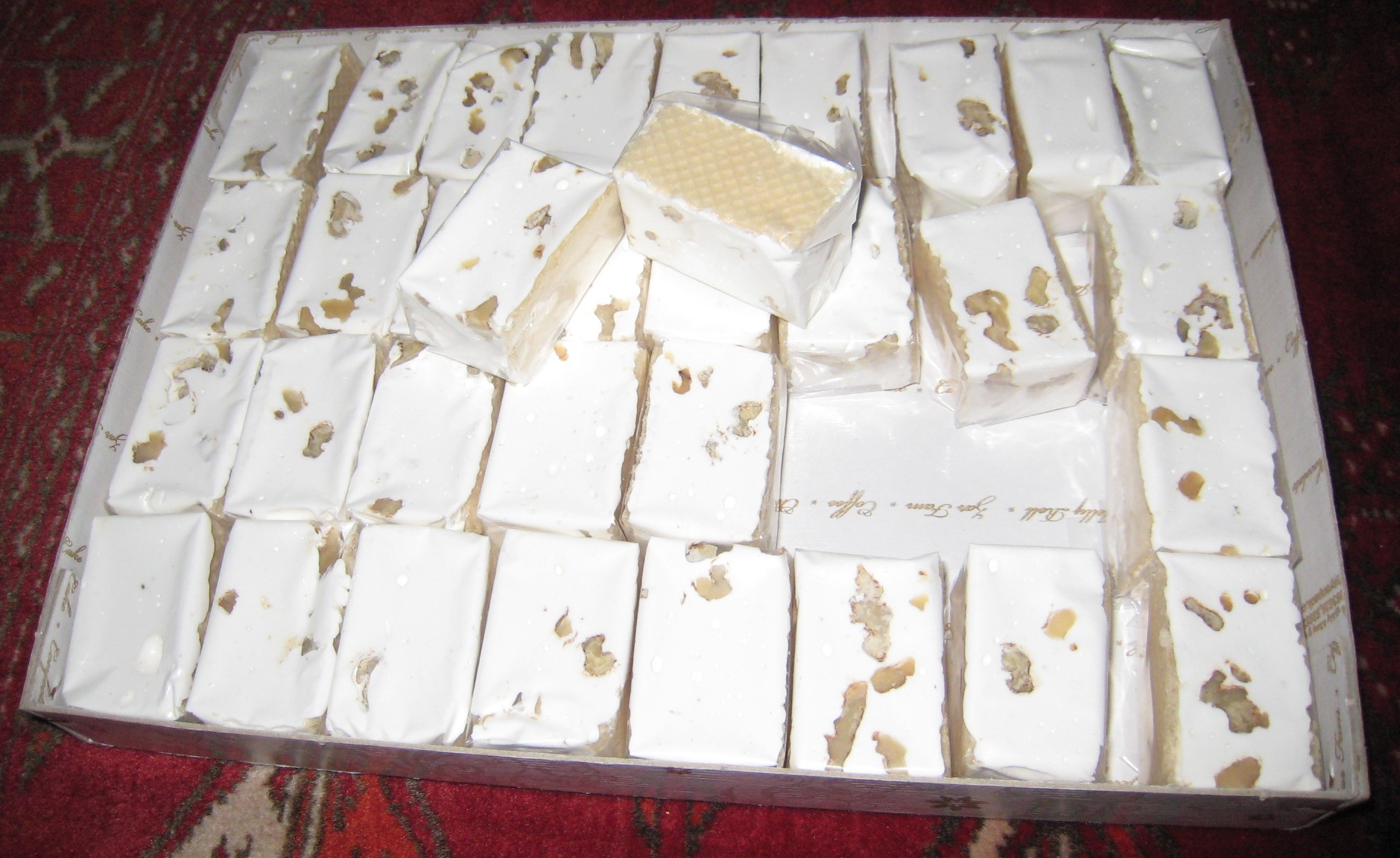
Vit nougat från Tabriz (gaz).
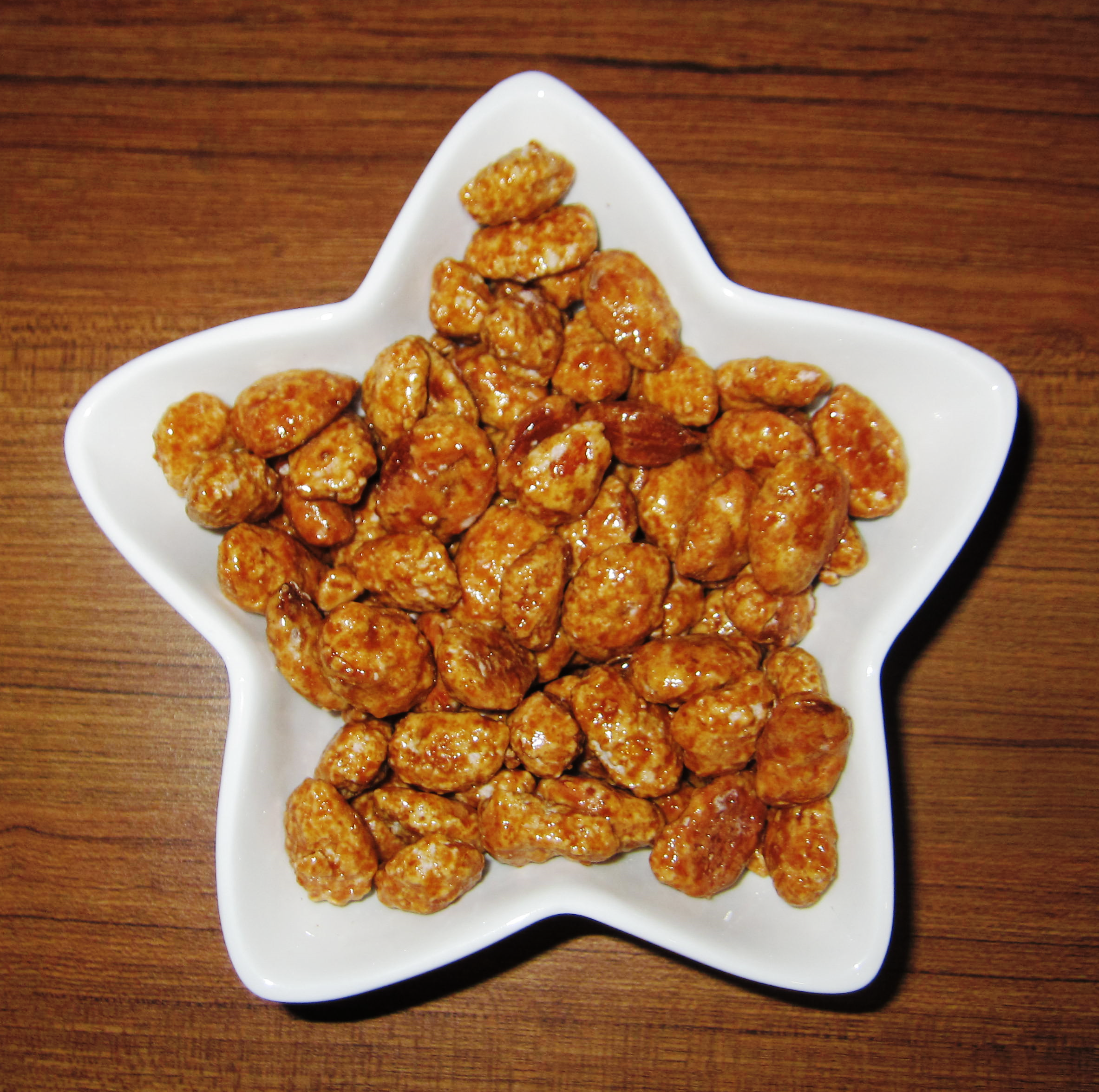
Kanderade brända mandlar (badam sokhteh).
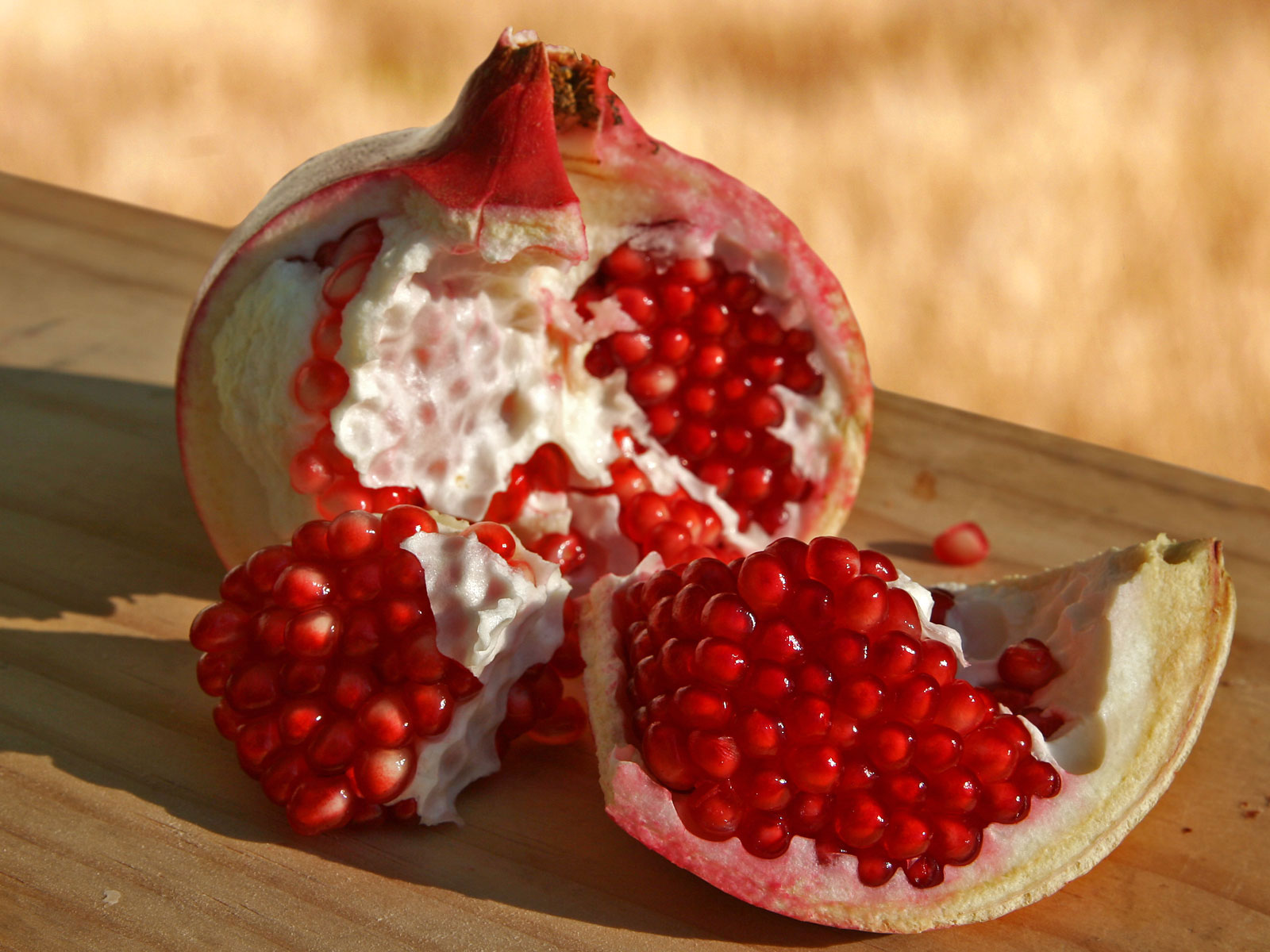
Iranskt granatäpple (anar).
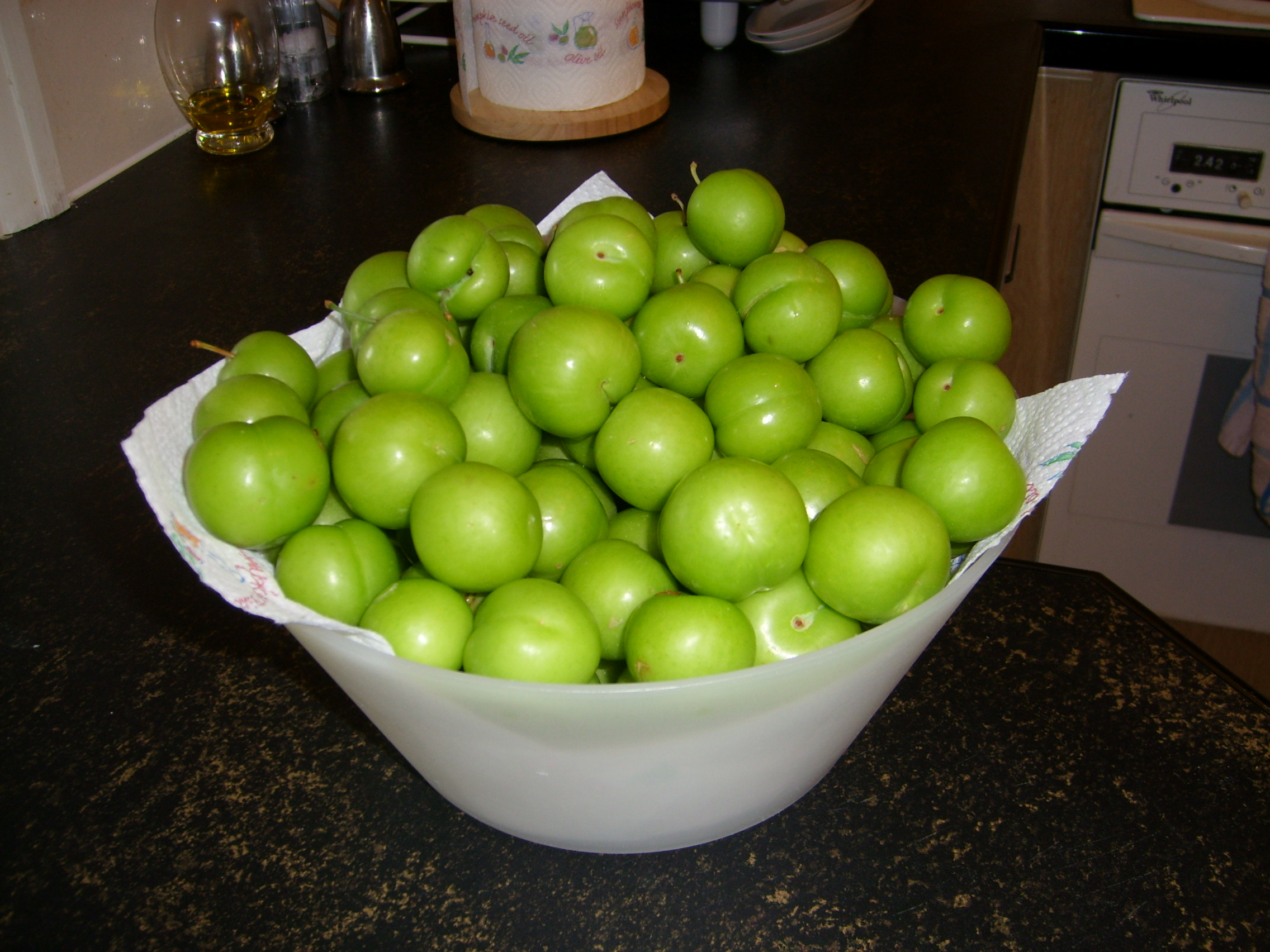
Gröna, sura, plommon (gojeh sabs).